# اختلال روانی
اختلال روانی (به انگلیسی: Mental disorder) یا بیماری روانی (به انگلیسی: Mental illness) به گروهی از اختلالات گفته می‌شود که با تأثیر بر تفکر و رفتار، باعث ایجاد ناراحتی برای فرد مبتلا یا ایجاد ناتوانی در وی می‌شوند. علت اختلالات روانی به خوبی شناخته شده نیست، ولی آنچه مسلم است این است که عوامل ژنتیک، استرس‌های مختلف و نوع تعامل فرد با دیگران در ایجاد یا بروز آن‌ها مؤثر است. افسردگی، اضطراب، وسواس، اختلال دوقطبی و شیزوفرنی از جمله این اختلال‌ها هستند.

## تعریف کلی
یک اختلال روانی که به عنوان بیماری روانی، یک وضعیت منفی سلامت روان، یا یک اختلال روان‌پزشکی نیز نامیده می‌شود، یک الگوی رفتاری یا ذهنی است که باعث ناراحتی یا اختلال قابل توجه در عملکرد شخصی می‌شود. یک اختلال روانی همچنین با یک اختلال بالینی قابل توجه در شناخت، تنظیم عاطفی یا رفتار فرد، اغلب در یک زمینه اجتماعی مشخص می‌شود. چنین اختلالاتی ممکن است به صورت دوره‌های منفرد رخ دهد، ممکن است پایدار باشد، یا ممکن است عود کننده و فروکش کننده باشد. انواع مختلفی از اختلالات روانی وجود دارد، با علائم و نشانه‌هایی که به‌طور گسترده‌ای بین اختلالات خاص متفاوت است. اختلال روانی یکی از جنبه‌های سلامت روان است. امروزه کتاب راهنمای تشخیصی بیماری‌های روانی تحت عنوان مشهور DSM-5 که نسخه جدیدتری از کتاب‌های راهنمای روان‌پزشکی انجمن روان‌پزشکی آمریکا یعنی DSM-1 تا DSM-4 بود به همه متخصصین روان‌پزشکی و روانشناسان جهان کمک شایانی در جهت تشخیص انواع اختلالات روانی کرده است.

## تاریخچه
برای قرن‌ها با بیمارانی که از اختلال‌های ذهنی (mental disorders) رنج می‌بردند، به شیوه‌های کاملاً وحشیانه و بدوی برخورد می‌شد. این باور که علت اختلال‌های ذهنی، شیاطین و نیروهای متافیزیکی هستند، یک باور رایج بود. شیوهٔ متداولِ درمان بیمارانِ ذهنی این بود که شرایطِ بدنیِ بیمار را به قدری نامناسب کنند تا شیطان مجبور به ترکِ بدن او گردد! از این رو بیمار را با آبِ جوش غسل می‌دادند، او را شلاق می‌زدند، به او گرسنگی می‌دادند یا او را شکنجه می‌کردند. زیگموند فروید یکی از نخستین روان‌شناسانی بود که نیاز به شیوه‌های درمانی و ارائهٔ یک رویکرد جامع در این زمینه را احساس کرد و روانکاوی را بر این مبنا ایجاد کرد.

## علت بروز بیماری روانی
علم روان‌شناسی دلایل بسیاری را برای بروز انواع بیماری روانی بیان کرده است، اما هر نوع بیماری روانی برآیند عوامل محیطی، خانوادگی، ژنتیک و در نهایت خواست و اراده فرد می‌باشد. در این بین آموزش‌هایی که فرد در طی زندگی خود از طریق خانواده، دوستان، مدرسه، محیط کار دیده است، نقش فوق‌العاده‌ای بر شکل‌گیری اختلال‌های روانی او دارد. امروزه، ساکنان کلان‌شهرها به نسبت شهرهای حاشیه‌ای و روستاها بسیار بیشتر در معرض ابتلا به انواع بیماری‌های روحی روانی هستند.

## انواع
بیماری‌های روانی انواع مختلفی دارند که برخی از معروف‌ترین آن‌ها عبارتند از:
- اختلالات خلقی
- اختلالات اضطرابی
- اختلالات روانپریشی
- اختلالات شبه جسمی
- اختلالات ناشی از مصرف مواد مخدر
- اختلالات خوردن
- اختلالات خواب
- اختلالات شخصیت
- اختلالات انطباقی
- اختلالات روان‌تنی
- کنترل تکانه
- اختلالات جنسی
- اختلالات شناختی
- خود بیمار انگاری

## تظاهر بیماری‌های روانی با نقاشی
برخی متخصصان عقیده دارند تعداد زیادی از بیماری‌های اعصاب و روان که شخص از آن بی‌خبر است، با کشیدن نقاشی تظاهر پیدا می‌کنند؛ به‌طور مثال، دالی، نقاش معروف، با افزایش سن، در نقاشی‌هایش آثار لرزش دست و به‌هم‌ریختگی خطوط دیده شد که خبر از بیماری پارکینسون می‌داد یا برخی دیگر که در نقاشی‌هایشان آثار آلزایمر، اسکیزوفرنی، افسردگی، خودشیفتگی، مشکلات بینایی و سرگیجه در نقاشی‌هایشان مشاهده شد؛ بنابراین، می‌توان از نقاشی نیز در پزشکی نوین و تشخیص و درمان بسیاری از بیماری‌هایی که ریشه در ذهن و روان فرد دارند، بهره برد.